# Annika Mehlhorn
Annika Mehlhorn (Kassel, 5 agosto 1983) è una nuotatrice tedesca.
Farfallista e mistista tedesca ha conquistato due medaglie mondiali: l'argento a Fukuoka 2001 nei 200 m farfalla e il bronzo a Montreal 2005 nella 4x100 m mista.
Ha vinto anche due medaglie europee: bronzo a Berlino 2002 nei 200 m farfalla e argento a Budapest 2006 nella 4x100 mista.
Nel suo palmarèsvi è anche un titolo ai Campionati europei in vasca corta a Valencia 2000 dove ha vinto i 200 m farfalla con l'allora record europeo di 2'05"77.

## Palmarès
- Mondiali

Fukuoka 2001: argento nei 200m farfalla.
Montreal 2005: bronzo nella 4x100m misti.
Roma 2009: bronzo nella 4x100m misti.
- Europei

Berlino 2002: bronzo nei 200m farfalla.
Budapest 2006: argento nella 4x100m misti.
- Europei in vasca corta

Lisbona 1999: argento nei 100m misti.
Valencia 2000: oro nei 200m farfalla, argento nei 100m misti e nei 400m misti.
Debrecen 2007: oro nella 4x50m misti e bronzo nei 200m farfalla.
- Universiadi

Belgrado 2009: oro nei 200m farfalla.